# Нікольськ (Зміїногорський район)
Ні́кольськ (рос. Никольск) — село у складі Зміїногорського району Алтайського краю, Росія. Входить до складу Кузьминської сільської ради.

## Населення
Населення — 333 особи (2010; 498 у 2002).
Національний склад (станом на 2002 рік):
- росіяни — 93 %